# Élections législatives ougandaises de 2016
Les élections législatives ougandaises de 2016 ont lieu le 18 février 2016 afin de renouveler les 426 membres du parlement de l'Ouganda. Elles sont organisées en même temps que le premier tour de l'élection présidentielle.
Le scrutin est largement remporté par le Mouvement de résistance nationale au pouvoir.

## Système électoral

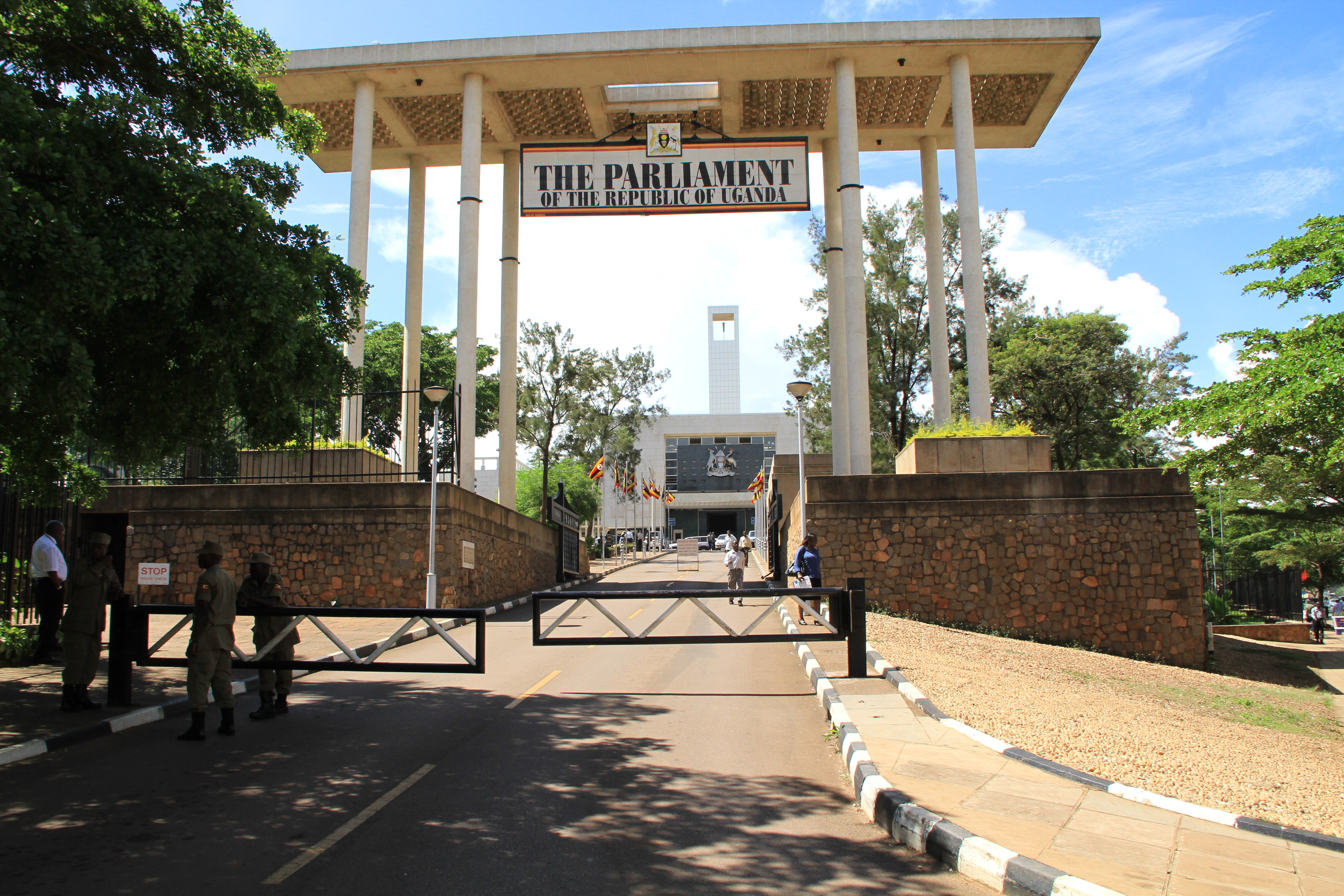
Bâtiment du parlement à Kampala.

L'Ouganda est doté d'un parlement unicaméral composé de 426 sièges pourvus pour cinq ans, dont 289 au scrutin uninominal majoritaire à un tour dans autant de circonscriptions électorales. Dans chacune d'elles, le candidat ayant recueilli le plus de suffrages l'emporte. A ces sièges ordinaires s'ajoutent 112 autres réservés aux femmes, à raison d'un siège pour chacun des 112 districts du pays, pourvus selon le même système. Le nombre de circonscription ordinaire varie régulièrement en fonction de l'évolution de la population, de même que le nombre de sièges réservés aux femmes en raison de la création de nouveaux districts,.
Enfin, 25 autres représentants sont élus au suffrage indirect par des collèges électoraux représentants divers groupes : 10 pour l'armée ougandaise, 5 pour les jeunes, 5 pour les syndicats professionnels, et 5 pour les handicapés. Ces groupes de cinq représentants doivent comporter au moins une femme chacun, et celui de dix représentants l'armée deux. 
Le vice président et l'ensemble des ministres sont membres ex officio  du parlement s'ils n'en sont pas déjà membres, mais ne disposent pas du droit de vote, et ne sont par conséquent généralement pas inclus dans le total des membres.

## Résultats
|                           |                                                   |                   |                   |                   |                            |                            |                            |                  |              |               |  |
| Parti                     | Parti                                             | Sièges ordinaires | Sièges ordinaires | Sièges ordinaires | Sièges réservés aux femmes | Sièges réservés aux femmes | Sièges réservés aux femmes | Scrutin indirect | Total sièges | +/-           |  |
| Parti                     | Parti                                             | Voix              | %                 | Sièges            | Voix                       | %                          | Sièges                     | Scrutin indirect | Total sièges | +/-           |  |
|                           | Mouvement de résistance nationale (NRM)           | 3 945 000         | 48,88             | 199               | 3 566 617                  | 48,95                      | 84                         | 10               | 293          | 30            |  |
|                           | Forum pour le changement démocratique (FDC)       | 1 027 648         | 12,73             | 29                | 929 860                    | 12,76                      | 7                          | 0                | 36           | 2             |  |
|                           | Parti démocrate (DP)                              | 349 962           | 4,34              | 13                | 246 284                    | 3,38                       | 2                          | 0                | 15           | 3             |  |
|                           | Congrès du peuple ougandais (UPC)                 | 172 781           | 2,14              | 4                 | 236 164                    | 3,24                       | 2                          | 0                | 6            | 4             |  |
|                           | Forum de la justice (JEEMA)                       | 20 089            | 0,25              | 0                 | 16 741                     | 0,23                       | 0                          | 0                | 0            | en stagnation |  |
|                           | Alliance fédérale ougandaise (UFA)                | 18 146            | 0,22              | 0                 |                            |                            |                            | 0                | 0            | en stagnation |  |
|                           | Parti conservateur (CP)                           | 10 792            | 0,13              | 0                 | 2 902                      | 0,04                       | 0                          | 0                | 0            | en stagnation |  |
|                           | Parti social démocrate (SDP)                      | 5 972             | 0,07              | 0                 |                            |                            |                            | 0                | 0            | en stagnation |  |
|                           | Parti républicain des femmes et des jeunes (RWYP) | 2 311             | 0,03              | 0                 | 8 502                      | 0,12                       | 0                          | 0                | 0            | en stagnation |  |
|                           | Parti progressiste du peuple (PPP)                | 2 185             | 0,03              | 0                 | 16 720                     | 0,23                       | 0                          | 0                | 0            | en stagnation |  |
|                           | Mouvement patriotique de l'Ouganda (UPM)          | 470               | 0,01              | 0                 |                            |                            |                            | 0                | 0            | en stagnation |  |
|                           | Parti activiste (AP)                              | 175               | 0,00              | 0                 |                            |                            |                            | 0                | 0            | en stagnation |  |
|                           | Indépendants                                      | 2 515 163         | 31,16             | 44                | 2 261 897                  | 31,05                      | 17                         | 5                | 66           | 23            |  |
|                           | Militaires                                        | Militaires        | Militaires        | Militaires        | Militaires                 | Militaires                 | Militaires                 | 10               | 10           | en stagnation |  |
|                           |                                                   |                   |                   |                   |                            |                            |                            |                  |              |               |  |
| Suffrages exprimés        | Suffrages exprimés                                | 8 070 694         |                   |                   | 7 285 687                  |                            |                            |                  |              |               |  |
| Votes blancs et invalides |                                                   |                   |                   |                   |                            |                            |                            |                  |              |               |  |
| Total                     | Total                                             |                   | 100               | 289               |                            | 100                        | 112                        | 25               | 426          | 51            |  |
| Abstentions               |                                                   |                   |                   |                   |                            |                            |                            |                  |              |               |  |
| Inscrits / Participation  | Inscrits / Participation                          | 15 277 198        |                   | 15 277 198        |                            |                            |                            |                  |              |               |  |